# Al-Muqtádir

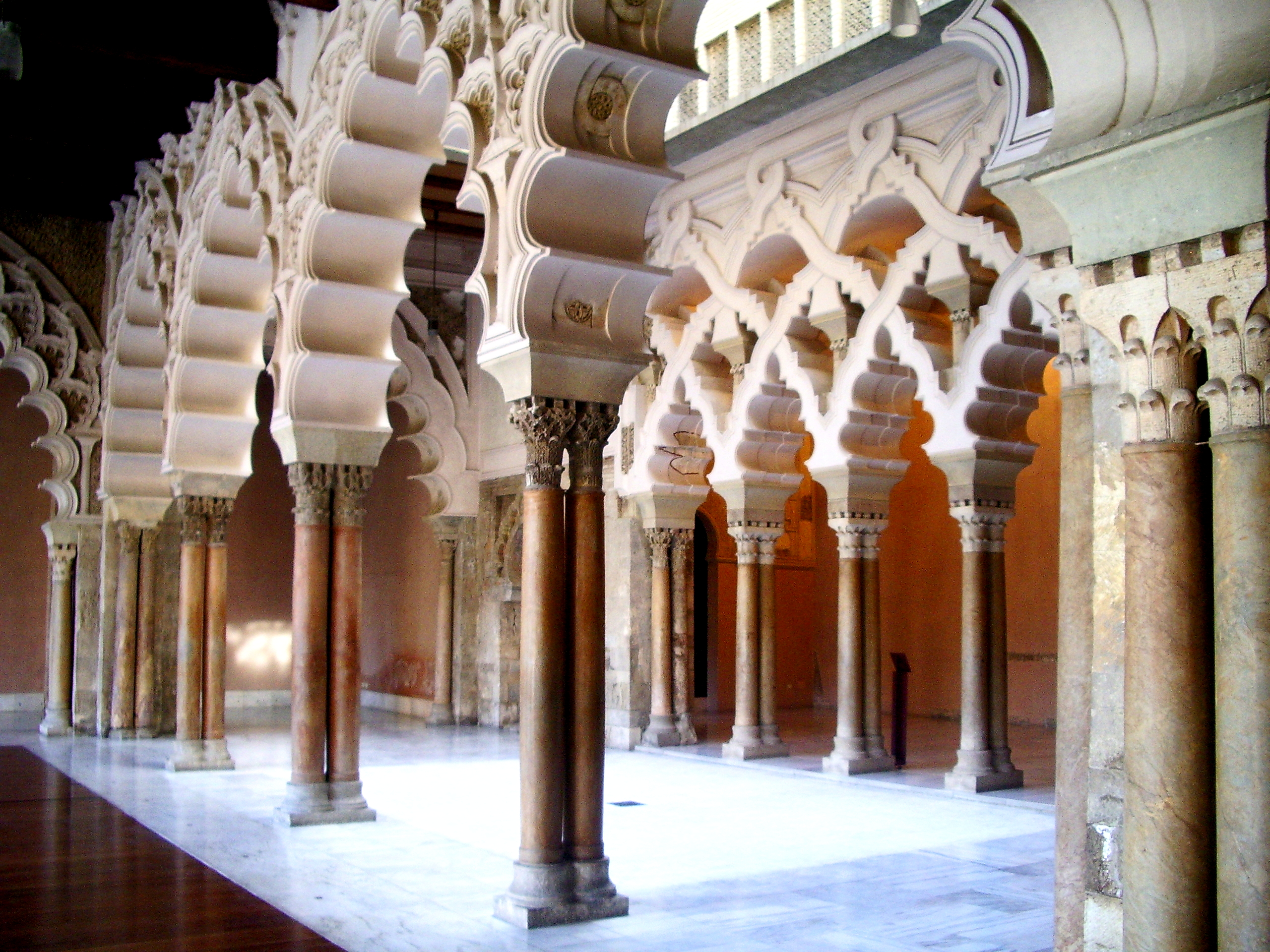
Palacio de la Aljafería, Zaragoza.

Abú Yaáfar Áhmad ibn Sulaymán al-Muqtádir bi-L·lah, rey de la taifa de Saraqusta entre 1046 y 1081.
Abú Yaáfar al-Muqtádir, de la dinastía de los Banu Hud, llevó a la taifa de Zaragoza a su máximo apogeo político y cultural. Fue mecenas de las ciencias, de la filosofía y de las artes. Mandó construir el bello palacio de la Aljafería donde se reunieron importantes intelectuales andalusíes.
Al-Muqtádir consiguió reunir bajo su mandato las tierras disgregadas tras el reparto de los dominios de Zaragoza entre sus hermanos hecha por su padre Sulaymán ibn Hud al-Musta'in. Solo Yúsuf, gobernador de Lérida, resistió durante más de treinta años los intentos de integración de su hermano, hasta que fue hecho prisionero en 1078. 
Fue un periodo de máximo esplendor de la taifa zaragozana, que, en la segunda mitad del siglo XI d. C., solo tuvo rival en la de Sevilla de Al-Mutámid. Sus fronteras llegaron hasta el Mediterráneo, cuando, a partir de 1076 reunía bajo su dominio las taifas de Tortosa y de Denia, siendo el rey de la taifa de Valencia vasallo suyo.
Sin embargo, la difícil situación de Zaragoza, amenazada por el reino de Aragón de Ramiro I y Sancho Ramírez y en constante litigio fronterizo por las tierras de la extremadura navarra y castellana (Tudela, Soria, Guadalajara), obligaban tanto a Al-Muqtádir como a Yúsuf de Lérida a pagar parias a sus vecinos cristianos, en especial al poderoso Alfonso VI de León. Hasta el punto de que, en 1081, su sucesor, Al-Mutaman hubo de contratar los servicios de un mercenario castellano, Rodrigo Díaz de Vivar, conocido más tarde como El Cid, apodo que deriva del árabe "sidi" (Señor).

## Historia del reinado de Al-Muqtádir

### Conflictos fratricidas por la sucesión
Al obtener el reino de Zaragoza en 1046, Al-Muqtádir debió reducir a su obediencia a sus hermanos, que habían sido situados al frente del gobierno de los diferentes distritos de la Taifa, y que pronto se alzaron como régulos en sus diferentes ciudades. Excepto Lubb de Huesca, que reconoció pronto a su señor y hermano, Muhámmad en Calatayud y Múndir en Tudela comenzaron a acuñar moneda con sus nombres, dándose títulos soberanos. En 1051 Al-Muqtádir ya habría destronado a tres de sus cuatro hermanos (excepción hecha de Yúsuf al-Muzáffar de Lérida) recurriendo incluso a celadas no muy nobles.

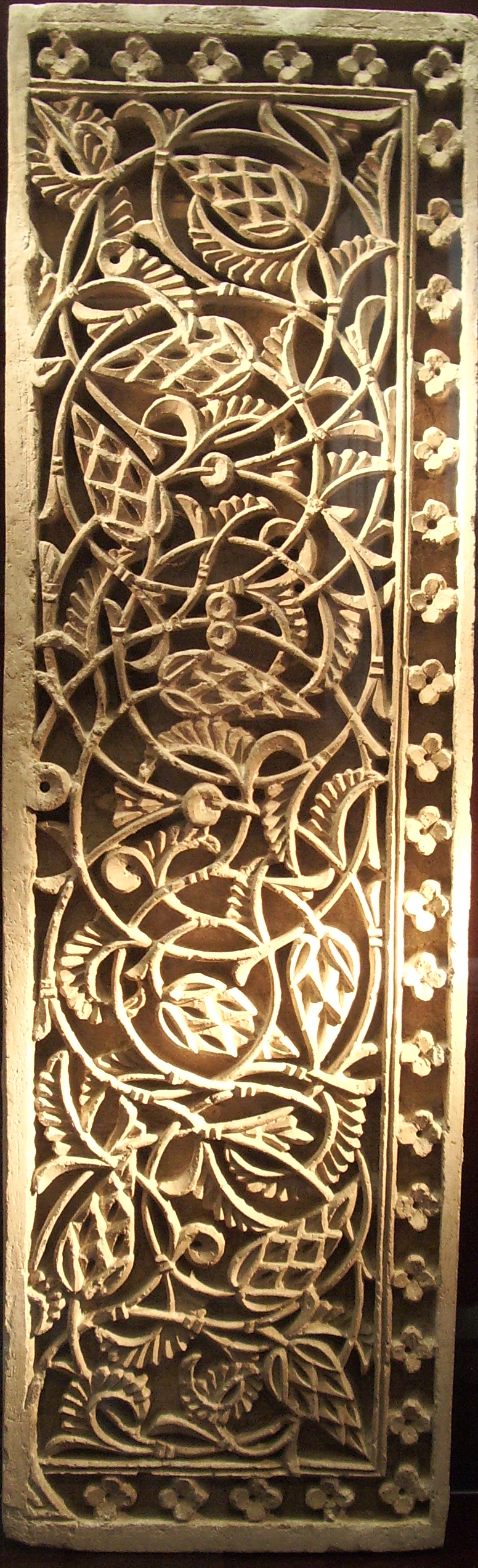
Panel decorativo taifal de la Aljafería

Yúsuf intentó incluso dominar Zaragoza, atacando a su hermano Al-Muqtádir, que, a su vez, y para impedir que Lérida se aliara con ejércitos cristianos para conseguirlo (sobre todo estaban interesados en ello los condes catalanes por las recompensas territoriales que podrían obtener) debió comenzar con su política de aplacarles pagándoles parias a cambio de su no intervención. De este modo, uno de los males endémicos de Zaragoza comenzó pronto a manifestarse, pues las grandes necesidades de dinero para tributar a los reinos cristianos provocaron continuas subidas de impuestos, lo que supuso un descontento creciente de la clase productiva de Zaragoza. Más aún, la economía de la taifa se resentía a la vez que aumentaba la disponibilidad de numerario de unos reinos cristianos cuyos intercambios en metálico eran de escasa entidad hasta entonces. El cargo más oneroso para las arcas de Al-Muqtádir fue el ser tributario del poderoso reino de Castilla, que le defendía de los ataques del rey aragonés. Ya en 1060, Fernando I de León cobraba el impuesto anual del rey de Zaragoza. En 1058 había intentado firmar la paz con Yúsuf de Lérida para evitar pagar parias al conde de Barcelona, Ramón Berenguer I (incluso consta que recibieron tributos de Zaragoza en algún momento entre 1048 y 1063 Ramón de Cerdaña, Armengol de Urgel, Ramiro I de Aragón y García de Pamplona), pero la desconfianza entre los dos hermanos impidió su avenencia.

### La conquista de la taifa de Tortosa
En 1060, un suceso inesperado vendría a iniciar la expansión hacia levante de Áhmad I al-Muqtádir, obteniendo una salida al mar. Al morir los dos régulos eslavos de la taifa de Tortosa, Muqatil y Ya'la, un tercero, llamado Nabil o Labil que les sucedió, no pudo mantenerse en el poder, acosado por presiones internas y del exterior y, con sus súbditos sublevados, abandonó la taifa y se la entregó a Al-Muqtádir a cambio de asilo político. De este modo se inicia una expansión territorial que ocuparía todo el Levante con el vasallaje de Valencia en 1076 y la rendición de Lérida en 1078. Paradójicamente, su poderío con respecto al resto de los reyes taifas de la zona contrasta con la debilidad mostrada ante los pujantes reinos cristianos, a los que solo podía hacer frente pagando a cambio de alianzas, apoyos militares y ejércitos mercenarios, como el del desterrado Cid.

### La frontera norte: cruzada y yihad por Barbastro
A mediados del siglo XI d. C., la frontera norte del reino hudí se situaba en la actual Barbastro, y disponía de un fuerte en Graus. Ramiro I de Aragón intentó repetidas veces apoderarse de estos puntos estratégicos que formaban una avanzada en forma de cuña entre sus territorios. En 1063 sitió Graus, pero Al-Muqtádir en persona, al frente de un ejército que incluía un contingente de tropas castellanas al mando de Sancho, el futuro Sancho II de Castilla, que quizá contaba en su mesnada con el Cid, consiguió rechazar a los aragoneses que perdieron en esta batalla a su rey, al parecer asesinado por un soldado árabe, llamado Sadaro, que hablaba romance y que iba disfrazado de cristiano y que, acercándose al real de Ramiro I, le clavó una lanza en la frente. Su sucesor, Sancho Ramírez, con la ayuda de tropas de condados francos ultrapirenaicos llamadas a la cruzada por Alejandro II, tomó Barbastro en 1064.
Al año siguiente, Al-Muqtádir, reaccionó solicitando la ayuda de todo Al-Ándalus, llamando a su vez a la yihad y volviendo a recuperar Barbastro en 1065. Este triunfo le indujo a tomar el sobrenombre de Al-Muqtádir bi-L·lah ("el poderoso gracias a Dios"), que inmediatamente mandó grabar en inscripciones cúficas en las yeserías de la Aljafería que entonces estaba construyendo con las leyendas "Esto es lo que mandó hacer el poderoso gracias a Dios" (es decir, Al-Muqtádir bi-L·lah). 
A pesar de la pérdida de Barbastro, el reino de Aragón era una fuerza emergente y en ese mismo año toma el castillo de Alquézar. Para contrarrestarle, Al-Muqtadir firmó tratados en 1069 y 1073 con Sancho el de Peñalén, rey de Pamplona, por los que obtenía la ayuda navarra a cambio de parias. La alianza con el rey pamplonés detuvo por un tiempo el expansionismo aragonés, pero Sancho IV murió pronto, en junio de 1076, asesinado por obra de una conjura de sus hermanos Ramón y Ermesinda.

### Campañas en Levante: conquista de Denia y vasallaje de Valencia
En levante, la taifa de Denia, que era muy rica, pues había sido una potencia marítima y comercial en tiempos de Muyahid y su hijo Alí (que casó con una hermana de Al-Muqtádir), estaba subordinada al gran Al-Mamún de Toledo, que murió envenenado en 1075. Aprovechó esta ocasión Al-Muqtádir para presentarse en Denia con un ejército notable, animado por un visir de aquel soberano llamado Ibn al-Royolo, que consiguió mover a la población a favor del monarca zaragozano. Se negoció sin batalla la entrega de la Taifa de Denia a Al-Muqtádir en 1076, con lo que los dominios de Zaragoza se extendieron hasta la actual Murcia.

Mapa de la máxima extensión de la Taifa hudí en época de Al-Muqtádir de 1078 a 1081.

Tras este éxito, Al-Muqtádir fijó su objetivo en comunicar sus dominios, interrumpidos por la Taifa de Valencia. Esta era gobernada por Abú Bakr de Valencia, que había estado subordinada políticamente a Toledo y estaba en la órbita de Alfonso VI, de quien de hecho dependía. Al-Muqtádir se dirigió a Valencia con sus tropas y Abú Bakr salió a su encuentro engalanado y se declaró su vasallo. Así, Valencia pasó a ser una taifa vasalla del señor de Zaragoza y, a cambio, este mantuvo al rey-títere Abú Bakr en Valencia en el poder. No podía llevar a cabo una conquista más efectiva, pues, tanto Alfonso VI, como el resto de los régulos de taifas, estaban muy recelosos del excesivo poder que acumulaba el rey de Zaragoza.

### Últimos años: dominio sobre la taifa de Lérida
En sus tres últimos años de gobierno, de 1078 a 1081, Al-Muqtádir concentró sus fuerzas en conseguir someter a su poder a la taifa de Lérida, donde resistía su hermano Yúsuf al-Muzzáfar. Tras muchos enfrentamientos lo hizo prisionero en la fortaleza de Rueda y logró el reconocimiento de su dominio sobre Lérida por parte de su hermano. Pese a ello, y tal como había hecho su padre Sulaymán, volvió a dividir el reino al entregar a su hijo Al-Mutamin Zaragoza y la zona occidental, y a su hijo Al-Múndir, Lérida, Tortosa y Denia. A finales de 1081 Al-Muqtádir, al parecer gravemente enfermo, tuvo que delegar el poder en sus hijos y murió, con toda seguridad, en el año 1082.

## Esplendor cultural
Además de su talento político y militar, Al-Muqtádir fue un rey sabio, con amplias inquietudes artísticas y culturales. Como muestra del esplendor de su reinado, mandó erigir un palacio-fortaleza en la explanada de la saría zaragozana, en la Almozara, donde se celebraban las paradas militares, las fiestas de las victorias y los ejercicios ecuestres: La Aljafería (al-yaafariya deriva de uno de sus nombres, Al-Yaáfar). Este suntuoso palacio fue la sede de su corte, creando en sus dependencias un centro de cultura donde acudieron intelectuales y artistas de todos los puntos de Al-Ándalus, buscando un refugio de tolerancia y mecenazgo en la taifa más septentrional y más alejada del influjo almorávide por su lejanía y por ser regida por una dinastía hispanoárabe. Allí se dieron cita poetas, músicos, historiadores, místicos y, sobre todo, nació la mejor escuela de filosofía del islam, con la incorporación plena de Aristóteles a la filosofía árabe, labor que, iniciada en Oriente por Ibn Sina (Avicena), fue desarrollada con un criterio independiente por Ibn Bayya, el Avempace de los cristianos. La labor de Avempace fue el punto de partida de la filosofía hispano-árabe, que fue continuada por Ibn Rushd (Averroes) y en la cultura hebrea por Maimónides. 

| Predecesor: Sulaymán ben Hud al-Musta'in | Rey taifa de Zaragoza 1046-1082 | Sucesor: Al-Mutaman (Taifa de Zaragoza) Al-Mundir 'Imad al-Dawla (Taifa de Lérida) |